# Suleka Mathew
Suleka Mathew, Sue Mathwew (ur. w Kerali) – kanadyjska aktorka, pochodzenia indyjskiego. Występowała jako pielęgniarka Bobbie Jackson w serialu Siostra Hawthorne oraz dr Sunita Ramen w serialu Na tropie zbrodni.
Urodziła się w Indiach, a dorastała w Vancouver w Kanadzie.

## Filmografia
- 2010: Gwiezdne wrota: Wszechświat (Stargate Universe) jako Constance
- 2009: Hawthorne jako Bobbie Jackson
- 2006–2008: Uwaga, faceci! (Men in Trees) jako Sara Jackson
- 2006: Ostatnie dni planety Ziemia (Final Days of Planet Earth) jako Marianne
- 2005: The Score jako Annette
- 2004: Prezydencki poker (The West Wing) jako pani Chakrabarty
- 2004: Gra w różowe (Touch of Pink) jako Nuru Jahan
- 2003-2006: Martwa strefa (The Dead Zone) jako dr Janet Gibson
- 2003: Battlestar Galactica
- 2003: Na tropie zbrodni (Da Vinci's Inquest) jako dr Sunita 'Sunny' Ramen
- 2003: The Republic of Love jako Yasmine
- 2003: Zbrodnia z miłości A Crime of Passion jako detektyw Holloway
- 2002: 11. godzina (The Eleventh Hour) jako Christina Mehta
- 2002: Co za życie (Life or Something Like It)
- 2002: Gwiezdne wrota (Stargate SG-1) jako Kali
- 2001: Lola
- 2000: Cień anioła (Dark Angel)
- 2000: Lift
- 2000: Zawód: szpieg (Secret Agent Man) jako Ellen
- 2000: Wyścig z czasem (The Man Who Used to Be Me) jako Betsy Franklin
- 2000: Mój przyjaciel niedźwiedź (Bear with Me) jako reporterka
- 1998: Kruk: Droga do nieba (The Crow: Stairway to Heaven) jako Cordelia Warren
- 1998: The Net
- 1998: Viper jako Sue Sanchez
- 1996: Jim Profit (Profit)
- 1996: Z Archiwum X (The X Files) jako agent Caleca
- 1996: Oddajcie mi syna (Have You Seen My Son)
- 1995: Nieśmiertelny (Highlander) jako Vashti
- 1995: Mordercza intryga (Dangerous Indiscretion) jako Nancy Coles
- 1995: Rodzinny dylemat (A Family Divided) jako Christine
- 1991: The Hitman
- 1990: Neon Rider jako Jody Dixon
- 1989: 21 Jump Street jako Elena
- 1989: MacGyver jako Darlene